# Cirolana quadripustulata
Cirolana quadripustulata is een pissebed uit de familie Cirolanidae. De wetenschappelijke naam van de soort is voor het eerst geldig gepubliceerd in 1957 door Hurley.